# Halle du marché de Vyborg
La Halle du marché est située sur la Place du marché au centre de Vyborg en Russie.

## Description
Le bâtiment de style Jugend est conçu par Karl Hård af Segerstad et sa construction se termine en 1906, du temps du grand-duché de Finlande.

## Galerie

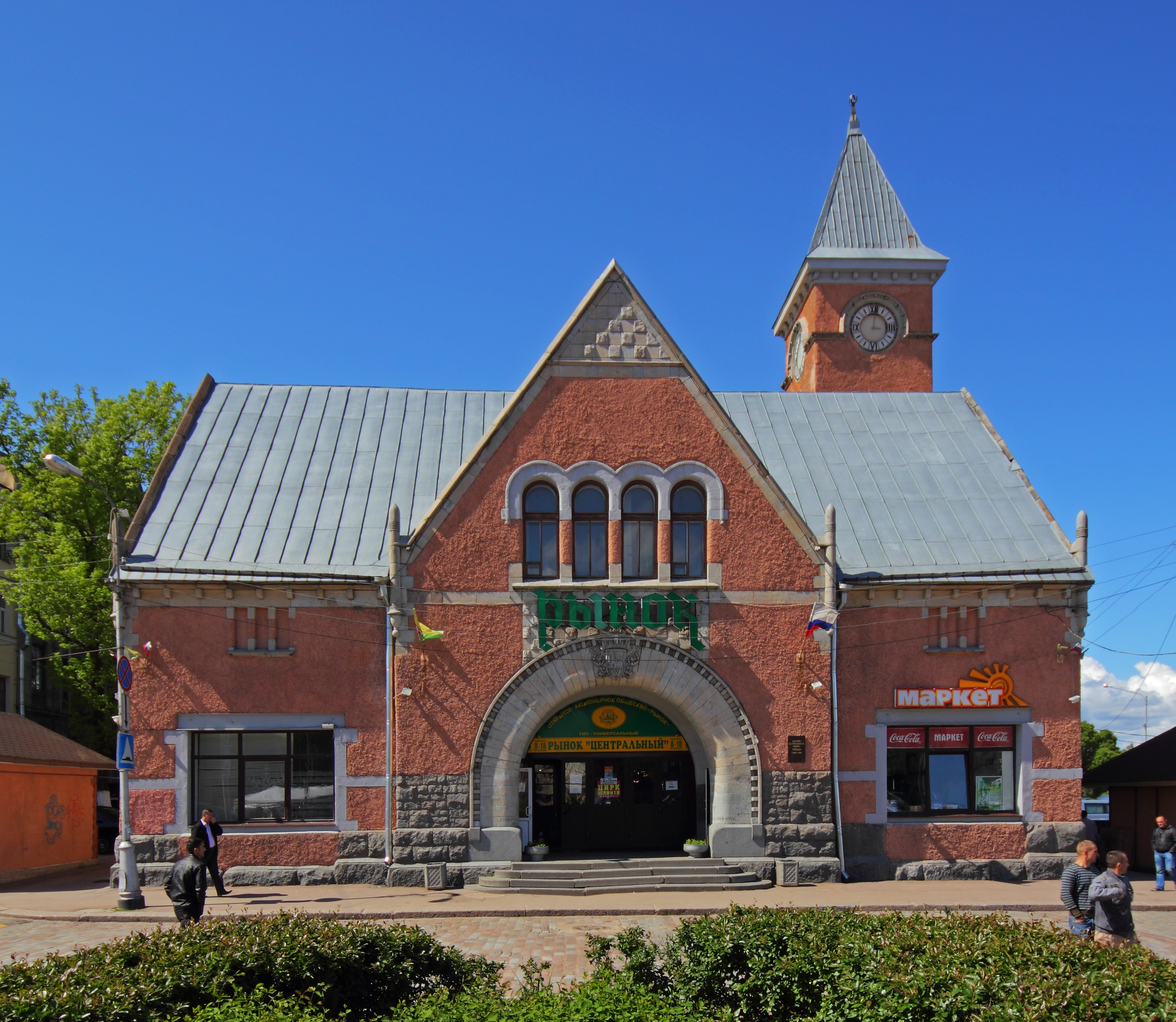
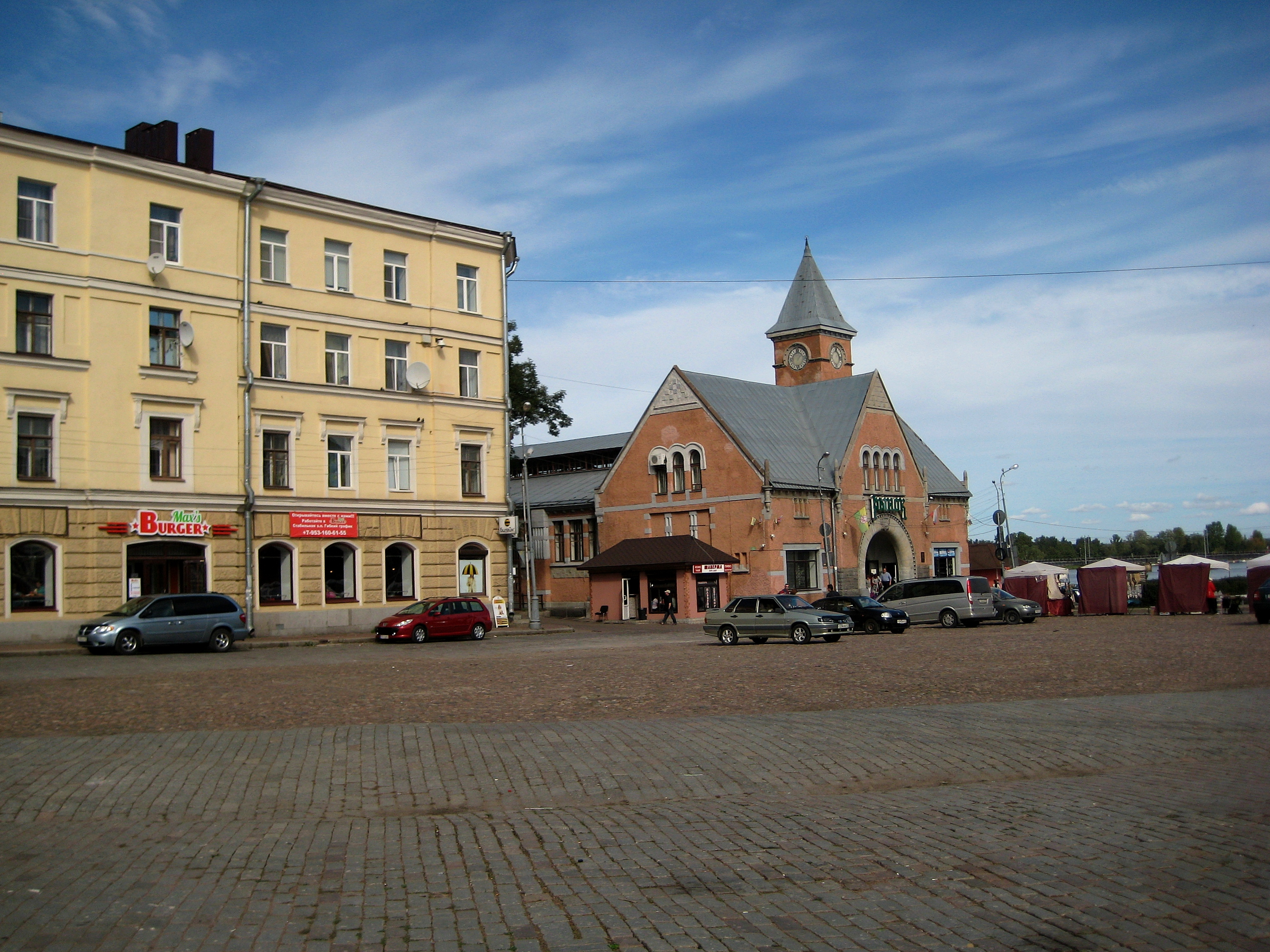
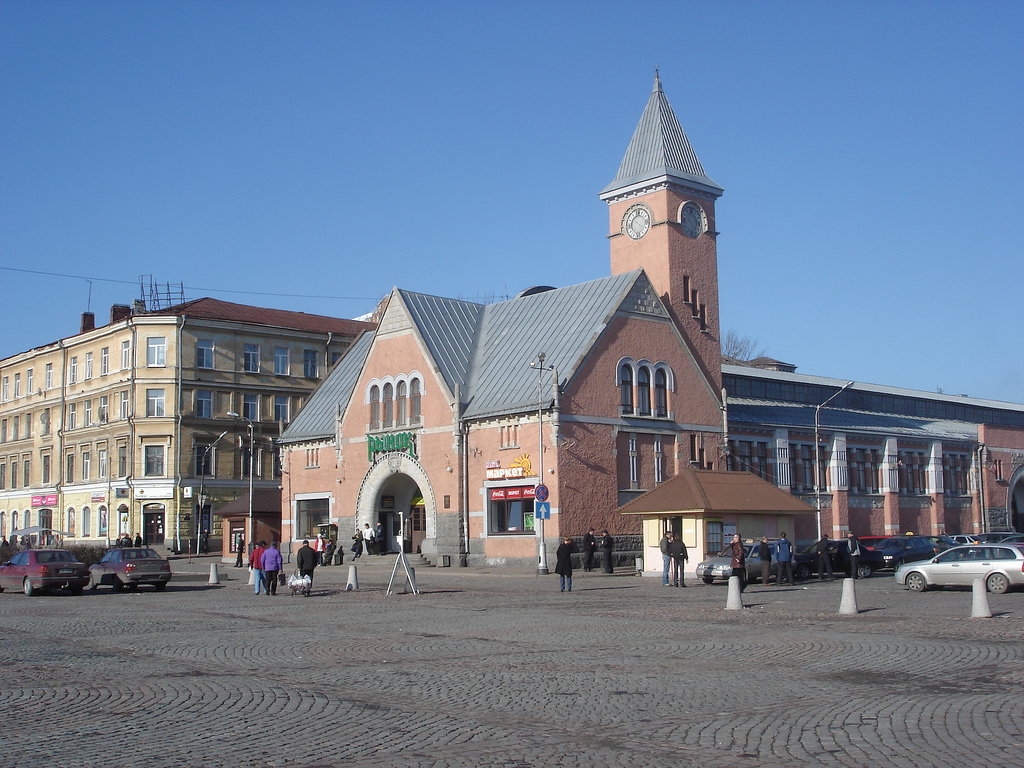
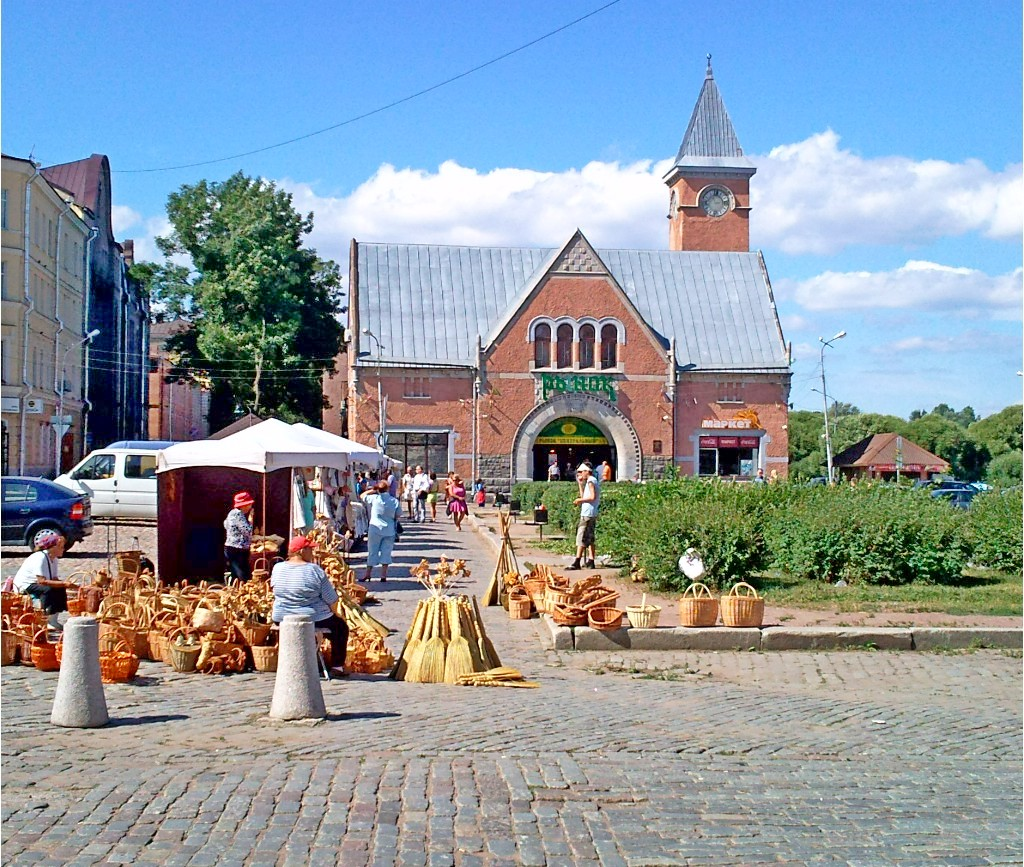
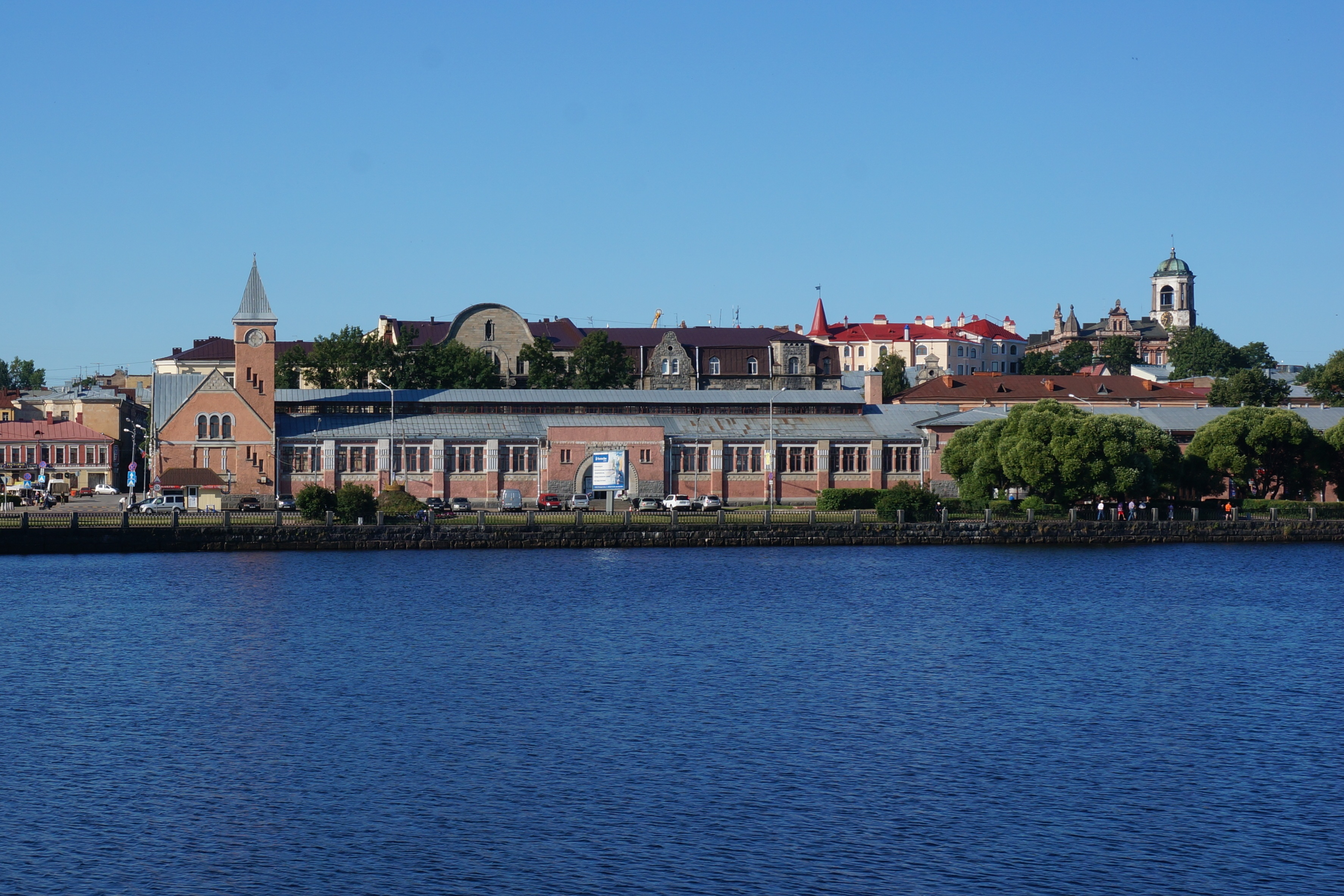